# Гучинская, Нина Олеговна
Ни́на Оле́говна Гучинская (16 мая 1937, Ленинград — 13 февраля 2001, Санкт-Петербург) — советский и российский филолог-германист, поэтесса, переводчица, доктор филологических наук, профессор.

## Биография
Родилась 16 мая 1937 года в Ленинграде.
В 1954 г. поступила во 2-й Ленинградский государственный институт иностранных языков, в 1959 г. окончила факультет иностранных языков ЛГПИ им. А. И. Герцена.
Учителями Н. О. Гучинской были известные филологи, профессора В. Г. Адмони, Т. И. Сильман, Н. Я. Берковский, Е. Г. Эткинд.
Окончив аспирантуру, в 1967 защитила кандидатскую диссертацию, тема: «Народно-песенная основа поэтического синтаксиса ранней лирики Г. Гейне» под научным руководством профессора Т. И. Сильман, в 1985 — диссертацию на соискание ученой степени доктора филологических наук, тема: «Стихотворная речь в стилевой системе художественной речи».
Работала в РГПУ им. А. И. Герцена. С 1992 по 2001 год возглавляла кафедру германской филологии.
Преподавала также в Институте богословия и философии
Скончалась 13 февраля 2001 года, похоронена 15 февраля на Серафимовском кладбище Санкт-Петербурга.

## Научная работа
Автор многочисленных работ по стилистике немецкого языка и немецкоязычной поэзии, теоретической поэтике, стиховедению.

## Основные труды
Hermeneuticainnuce, монография (2002),
О границах поэтики, стилистики и герменевтики (1995),
К построению поэтич. теории языка (1997),
Метафора как инструмент толкования (1998) и др.

## Переводы

###### Переводы, в том числе стихотворные, с немецкого на русский язык
«Херувимский странник» Ангела Силезского;
«Введение в метафизику» Мартина Хайдеггера;
«Излучения» и «В стальных грозах» Эрнста Юнгера;
«Путь человека по хасидскому учению» Мартина Бубера
«Избранные проповеди и трактаты» Майстера Экхарта (перевод со средневерхненемецкого).
Переводила также Стефана Георга, Фридриха Гёльдерлина, средневековый шпильманский эпос и др.

##### Стихотворные переводы на немецкий язык
Марина Цветаева, Анна Ахматова и др.